# Nina Ricci (entreprise)
Nina Ricci est une entreprise française productrice de haute couture, ainsi que de prêt a porter, accessoires, parfums, et cosmétiques de luxe fondée par Maria « Nina » Ricci et son fils Robert à Paris en 1932 et appartenant au groupe espagnol de beauté et de mode Puig depuis 1998.

## Historique

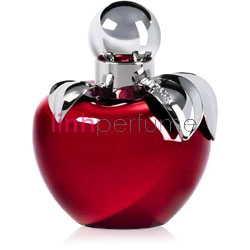
Un parfum Nina Ricci.

Dès sa création, l'enseigne bénéficie d'une réputation de qualité et de goût. Elle accueille une clientèle parisienne et internationale fortunée.
Si Nina Ricci est fondée comme une entreprise familiale, elle attire plusieurs investisseurs au cours des années 1960.
Le laboratoire Sanofi fait longtemps partie des investisseurs de Nina Ricci, avant de se désengager progressivement de l'entreprise. Elle procède ainsi à une restructuration de ses effectifs dans les années 1990. Cela conduit à une lutte sociale au sein de l'entreprise, et à la publication d'un livre appelé Midinette militante chez Nina Ricci.
L'image de marque de Nina Ricci est assurée par le travail réalisé par des designers sur le design des biens vendus par l'entreprise. Joan Rebull Torroja a par exemple travaillé pour Nina Ricci.